# Гамільтон Тауншип (округ Франклін, Пенсільванія)
Гамільтон Тауншип (англ. Hamilton Township) — селище (англ. township) в США, в окрузі Франклін штату Пенсільванія. Населення — 11 374 особи (2020).

## Демографія
Згідно з переписом 2010 року, у селищі мешкало 10 788 осіб у 4148 домогосподарствах у складі 3054 родин. Було 4363 помешкання
Расовий склад населення:
| - 91,9 % — білих - 3,3 % — чорних або афроамериканців - 0,7 % — азіатів - 0,1 % — корінних американців - 1,8 % — осіб інших рас |

До двох чи більше рас належало 2,3 %. Частка іспаномовних становила 4,2 % від усіх жителів.
За віковим діапазоном населення розподілялося таким чином: 25,3 % — особи молодші 18 років, 60,9 % — особи у віці 18—64 років, 13,8 % — особи у віці 65 років та старші. Медіана віку мешканця становила 39,3 року. На 100 осіб жіночої статі у селищі припадало 97,6 чоловіків;  на 100 жінок у віці від 18 років та старших — 94,4 чоловіків також старших 18 років.
Середній дохід на одне домашнє господарство  становив 75 869 доларів США (медіана — 66 887), а середній дохід на одну сім'ю — 89 511 долар (медіана — 80 795). Медіана доходів становила 46 067 доларів для чоловіків та 38 101 долар для жінок. За межею бідності перебувало 3,7 % осіб, у тому числі 0,8 % дітей у віці до 18 років та 10,0 % осіб у віці 65 років та старших.
Цивільне працевлаштоване населення становило 5741 особа. Основні галузі зайнятості: освіта, охорона здоров'я та соціальна допомога — 21,6 %, виробництво — 19,0 %, роздрібна торгівля — 13,7 %, мистецтво, розваги та відпочинок — 8,6 %.